# سانتا يولاليا دي رايوبرايمير
بلدية سانتا أولاليا دي ريوبريمير (بالكاتالانية: Santa Eulàlia de Riuprimer) هي إحدى بلديات مقاطعة برشلونة، والتي تقع في منطقة كاتالونيا، شرق إسبانيا.
يبلغ عدد سكانها 954 نسمة وفقاً لإحصائية سنة (2007).